# Ervin Lázár

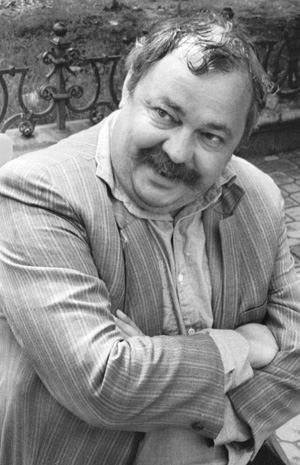
Foto de 1989.

Ervin Lázár (Budapest, 5 de mayo de 1936 - 22 de diciembre de 2006) fue un escritor húngaro, narrador y cuentista. Uno de los autores más destacados de la literatura infantil y juvenil húngara del siglo XX.

## Biografía
Creció en Alsó-Rácegrespuszta, región de Tolna, al sur de Hungría. Su familia vivió allí hasta 1951. Su padre István Lázár era abogado de una hacienda, su madre se llamaba Etelka Pentz. Lázár fue a la escuela a Felsőrácegres, después a Sárszentlőrinc, todas ellas pequeñas aldeas de su región. A la edad de diez años le inscribieron en la escuela cisterciense de Székesfehérvár, pero cuando en 1948 nacionalizaron la escuela, lo trasladaron a casa y se convirtió en el alumno de un viejo profesor de Sárszentlőrinc.
Desde octubre de 1950 asiste a la escuela secundaria en Szekszárd, al instituto János Garay. En principio no quisieron aceptarlo por la clase social originaria de su padre, pero finalmente pudo inscribirse con ayuda de un pariente, deportista de élite. Sus padres se habían vuelto más pobres que el resto de sus vecinos por culpa del reparto de tierras, pero a pesar de eso eran considerados enemigos de clase y en 1951 los expulsaron de la casa que ocupaban. Tuvieron que mudarse a Tüskéspuszta.
En 1954 Lázár hizo la selectividad y empezó a ir a la Facultad de Filología de la Universidad Loránd Eötvös de Budapest. Recuerda 

Fue entonces cuando llegó el periodo de suavización política de Imre Nagy, sobre sus olas llegué a la universidad. Es cierto que ya entonces sentía que podía agradecer muchas cosas a los que eran malintencionados conmigo. Cuando, en la selectividad ojeaban mis certificados de notas, donde tenía todo sobresaliente, sólo en conducta un suficiente. Me preguntaban cuál era la razón, y yo la contaba

El 1 de febrero de 1959 empieza a trabajar como periodista en el Diario Vespertino de Pécs (Esti Pécsi Napló). Y en 1961 consigue su diploma de maestro de húngaro.
Continuaría trabajando en el periódico hasta 1963: después pasaría al Diario del Transdanubio (Dunántúli Napló) y con ayuda de Tibor Tüskés se convertiría en colaborador de la importante revista literaria Presente (Jelenkor). En 1965 se traslada a Budapest y consigue trabajo en Vida y Literatura (Élet és Irodalom) como ajustador de redacción. Entre 1971 y 1989 se dedica principalmente a la literatura. El 1 de octubre de 1989 fue uno de los miembros fundadores del Foro Húngaro, y el colaborador principal de la revista del partido. En los años siguientes trabajó en el Diario Húngaro (Magyar Napló), Noticiario de Pest (Pesti Hírlap) y en Nación Húngara (Magyar Nemzet). Desde 1992 es redactor-lector de Crédito (Hitel).
Fue también miembro de la Asociación Nacional de Periodistas Húngaros (1991-1994), así como de la Asociación de Escritores Húngaros (desde 1969).

## Obra
Su primera novela se publicó en la revista Presente (Jelenkor) en 1958. Es conocido sobre todo por sus cuentos infantiles. Sus escritos se inspiran en su infancia, y están construidos de tal forma que es frecuente que sean leídos en emisoras de radio. Su estilo es único, juguetón. Sus cuentos, con un tono característico único, tienen enorme popularidad entre los niños y los adultos. Desde que en 1964 publicara El pequeño niño y los leones, con ilustraciones de László Réber, se inicia una fructífera colaboración entre ambos. Réber será capaz de crear una atmósfera sin igual para sus cuentos. 
Su única novela fue publicada en 1971, El tigre blanco (A Fehér tigris), grotesca y surrealista. En 1982 recibió el diploma Andersen por su libro de cuentos, escrito en 1979, Berzsián y Dideki.[cita requerida]  Su grabación Oh, que bella es la vida, y todos los otros pájaros (Ó de szép az élet, s minden más madár) fue galardonada con el primer premio del concurso de grabaciones de la Radio Húngara en 1986.
En el año 2005 el director Péter Gárdos dirigió una interesante película sobre tres de sus cuentos: La muñeca de porcelana (2005, A porcelánbaba).

## Obras
- El pequeño niño y los leones (1964, A kisfiú meg az oroszlánok)
- Jueves Manco (1966, Csonkacsütörtök)
- Una pala de carbón para Nellike (1969, Egy lapát szén Nellikének)
- El Buda triste (1973, Buddha szomorú)
- El tigre blanco (1971, A fehér tigris, novela)[1]
- El hada de siete cabezas (1973, A Hétfejű Tündér, cuentos)
- Berzsián y Dideki (1979, Berzsián és Dideki, cuentos)
- Ven a casa Mikkamakka, (1980, Gyere haza, Mikkamakka, novela infantil)
- La República de Masoko (1981, A Masoko Köztársaság)
- Los pobres Dszoni y Árnika (1981, Szegény Dzsoni és Árnika, cuento)
- El bosque redondo como un cuadrado (1985, A négyszögletű kerek erdő, novela infantil)
- Aventuras de Berci Bab (1989, Bab Berci kalandjai, novela infantil)
- El circo Franka (1990, A Franka cirkusz, grabaciones)
- La fábrica de duendes (1994, A manógyár, cuentos)
- Mis siete amantes (1994, Hét szeretőm, narraciones)
- El caserío de estrellas (1996, Csillagmajor, narraciones)
- Angelito (1997, Kisangyal, narraciones)
- El rey Hapci (1998, Hapci király, cuentos)

## Premios
- Premio József Attila (1974)
- Premio Literario del Fondo Artístico (1980)
- Premio Juvenil Estatal (1981)
- Diploma «Andersen» (1982)
- Premio al Libro del Año (1986)
- Premio Tibor Déry (1990)
- Premio al Mejor Libro Infantil del Año (1990)
- Premio a toda su obra de la Fundación Soros (1990)
- Premio MSZOSZ (1995, Asociación Nacional de Sindicatos Húngaros)
- Premio «Kossuth» (1996)
- Premio Pro Literatura (1999)
- Premio Prima Primissima (2005)